# 家有滿子
《家有滿子》，是一部2016年臺灣電視劇，以真實人物魏滿子、謝佩澤為藍本，故事背景始於1940年代。由兵家綺、陳熙鋒、伊正、馮光榮、賴芊合等演員主演，製作人為鄧美珍。

## 演員角色列表
| 演員               | 角色   | 介紹                                                                                 |
| 兵家綺（成年時期） | 魏滿子 | 女主角，年輕時擔任過鐵路的車廂服務員，為第一屆「飛快車小姐」，之後更擔任過空姐職務。 |
| 鄧筠庭（少女時期） | 魏滿子 | 女主角，年輕時擔任過鐵路的車廂服務員，為第一屆「飛快車小姐」，之後更擔任過空姐職務。 |
| 陳熙鋒             | 謝佩澤 | 男主角，年輕時創業。                                                                 |
| 伊正               | 謝佩霖 | 謝佩澤之兄                                                                           |
| 李靜美             |        | 謝佩澤之母，迪化街南北貨行的老闆娘，重視派頭。                                       |
| 馮光榮             | 鍾老爹 |                                                                                      |
| 賴芊合             | 林飛鳳 | 飛快車小姐，魏滿子的同事，兩人在事業及愛情上均處於競爭關係，但後來成為朋友。         |
| 柯素雲             | 魏謝娘 |                                                                                      |
| 吳炎棟             |        |                                                                                      |
| 胡鴻達             |        |                                                                                      |
| 廖曉彤             | 黃秋鴻 | 飛快車小姐，魏滿子的同事及好友。                                                     |
| 黃家稜             |        |                                                                                      |
| 張倩               | 魏杏子 |                                                                                      |
| 劉濟民             | 魏賢德 |                                                                                      |
| 林家佑             | 謝睿堔 |                                                                                      |
| 江晨希             | 謝怡明 |                                                                                      |
| 李志希             |        |                                                                                      |

## 製作
1940年代臺灣鐵路的車廂服務員為此劇的主要題材之一。劇組參考史料考究車廂服務員「飛快車小姐」的訓練過程及服務細節，並盡可能還原當時的制服。在此劇拍攝的年代，全臺灣只剩屏東枋寮至臺東之間的區間車路線，仍有列車採用與當年「飛快車」同型車廂，劇組向當局申請租借列車用作拍攝，只獲准於行駛途中進行，需連續數日搶拍。

### 選角
女主角兵家綺有擔任空姐的經驗，與角色背景吻合，是她被選中的因素。
男主角陳熙鋒已多次主演大愛劇場的劇集。
資深演員李靜美已息影多時，她與製作人鄧美珍份屬好友，接受了對方之邀復出。

## 電視劇歌曲
| 曲別   | 歌名       | 演唱者 | 作詞   | 作曲   |
| 片頭曲 |            |        |        |        |
| 片尾曲 | 大樹與小鳥 | 陳怡嘉 | 吳嘉祥 | 吳嘉祥 |

## 外部連結
- 大愛劇場的Facebook專頁
- 大愛劇場搶先看的Facebook專頁